# Rikke Marott
Rikke Namunyak Marott (født 14-12.1967 i Danmark) er en dansk fotomodel, skribent, forfatter og cand.mag. i retorik (Københavns Universitet, 2019). 
Marott har en baggrund med en dansk mor og en masai-far fra Kenya. Hun blev adopteret af en dansk familie da hun var tre mdr. gammel.
Hun gik på Hedegårdsskolen i Ballerup, hvor hun som 13-årig så Jacob Holdts foredrag Amerikanske Billeder.
Det skulle senere inspirere hende til hendes rejse i 2003 blandt Ku Klux Klan og massemordere med Jacob Holdt, som hun skildrede i sin første bog Med Jacob Holdt i Amerika fra 2012.
Turen var tidligere beskrevet i hendes artikelrække USA på bunden i Politiken fra december 2003.
Marott og Holdt holder nu foredrag sammen med udgangspunkt i bogen.
Som model har Marott arbejdet i London, New York og Los Angeles igennem 15 år.